# Uitwisselbare sigma-algebra
In de kansrekening is de uitwisselbare σ-algebra van een familie van stochastische variabelen een speciale σ-algebra waarvan de elementen invariant zijn onder bepaalde permutaties. Uitwisselbare σ-algebra's komen voor in het kader van uitwisselbare families van stochastische variabelen en bij de Nul-één-wet van Hewitt-Savage.

## Definitie
Laat {\displaystyle X=(X_{n})_{n\in \mathbb {N} }} een stochastisch proces zijn, waarvan
iedere {\displaystyle X_{n}} waarden in {\displaystyle E} heeft, en {\displaystyle {\mathcal {F}}_{n}} de verzameling van n-symmetrische, meetbare functies {\displaystyle f:E^{\mathbb {N} }\to \mathbb {R} }.
De door deze functies voortgebrachte σ-algebra is:
{\displaystyle {\mathcal {S}}_{n}=\sigma ({\mathcal {F}}_{n})}
Dan is:
{\displaystyle {\mathcal {E}}_{n}=X^{-1}({\mathcal {S}}_{n})}
de σ-algebra van alle onder permutaties van de eerste {\displaystyle n} indices van het stochastische proces invariante gebeurtenissen. 
De uitwisselbare σ-algebra is dan:
{\displaystyle {\mathcal {E}}=\bigcap _{n=1}^{\infty }{\mathcal {E}}_{n}}
en daarmee de σ-algebra van alle onder eindige permutaties van de indices van het stochastische proces invariante gebeurtenissen.

## Verband met de staart-σ-algebra
De staart-σ-algebra is altijd deel van de uitwisselbare σ-algebra, aangezien met de voorstelling van de staart-σ-algebra
{\displaystyle {\mathcal {T}}=\bigcap _{n\in \mathbb {N} }\sigma (X_{n+1},X_{n+2},\dots )}
altijd geldt
{\displaystyle \sigma (X_{n+1},X_{n+2},\dots )\subset {\mathcal {E}}_{n}}
en dus
{\displaystyle {\mathcal {T}}=\bigcap _{n\in \mathbb {N} }\sigma (X_{n+1},X_{n+2},\dots )\subset \bigcap _{n\in \mathbb {N} }{\mathcal {E}}_{n}={\mathcal {E}}}.
Er zijn voorbeelden waarin de uitwisselbare σ-algebra gebeurtenissen bevat die niet behoren tot de staart-σ-algebra. De uitwisselbare σ-algebra is dan strikt groter dan de staart-σ-algebra.
Omgekeerd kan worden aangetoond dat voor een uitwisselbare familie van stochastische variabelen {\displaystyle (X_{1},X_{2},\dots )} bij elke gebeurtenis {\displaystyle A\in {\mathcal {E}}} een staartgebeurtenis {\displaystyle B\in {\mathcal {T}}} bestaat, waarvoor voor het symmetrisch verschil geldt: {\displaystyle P(A\,\triangle \,B)=0} (de omgekeerde conclusie is vanwege {\displaystyle {\mathcal {T}}\subset {\mathcal {E}}} triviaal). Voor elke gebeurtenis in de uitwisselbare σ-algebra bestaat er dus een gebeurtenis in de staart-σ-algebra, zodat het symmetrisch verschil een nulverzameling is.
Daaruit laat zich direct de Nul-één-wet van Hewitt-Savage afleiden, namelijk dat de uitwisselbare σ-algebra van een rij onafhankelijke gelijkverdeelde stochastische variabelen een P-triviale σ-algebra is. Volgens de Nul-één wet van Kolmogorov is dan de staart-σ-algebra P-triviaal en op basis van het bovenstaande resultaat ook de uitwisselbare σ-algebra.